# Gloydius
Gloydius, gelegentlich als Halysottern bezeichnet, ist eine Gattung der Vipern (Viperidae) innerhalb der Grubenottern (Crotalinae).

## Merkmale und Lebensweise
Die Gattung Gloydius umfasst kleine bis mittelgroße Arten, deren Körperlänge zumeist unter einem Meter liegt. Der Oberkiefer (Maxillare) weist vorderständige und bewegliche Fangzähne (Giftzähne) auf (solenoglyphe Zahnstellung). Zwischen Auge und Nasenöffnung befindet sich, wie für Grubenottern typisch, ein wärmesensitives Grubenorgan. Die Arten werden als bodenbewohnend und tagaktiv beschrieben und pflanzen sich durch Ovoviviparie (ei-lebendgebärend) fort.

## Systematik
Das Taxon Gloydius wurde durch die belgischen Zoologen Alphonse Richard Hoge & Sylvia Romano-Hoge im Jahr 1981 aufgestellt. Einige Vertreter der Gattung wurden zeitweise der Gattung Agkistrodon zugeordnet. Die Zuteilung erfolgte weitgehend anhand äußerlicher Merkmale. Das Alter der Gattung Gloydius wird auf circa 15 Mio. Jahre geschätzt, während maßgebende Diversifikationsprozesse vor circa 9,89 Mio. Jahren einsetzten. Zurzeit (Stand: Mai 2023) werden 25 Arten geführt:
- Gloydius angusticeps Shi, Yang, Huang, Orlov & Li, 2018
- Mamushi (Gloydius blomhoffii (Boie, 1826))
- Gloydius brevicauda (Stejneger, 1907)
- Gloydius caraganus (Eichwald, 1831)
- Gloydius caucasicus (Nikolsky, 1916)
- Gloydius chambensis Kuttalam, Santra, Owens, Selvan, Mukherjee, Graham, Togridou, Bharti, Shi, Shanker & Malhotra, 2022
- Gloydius changdaoensis Li, 1999
- Gloydius cognatus (Gloyd, 1977)
- Halysotter (Gloydius halys (Pallas, 1776))
- Himalaya-Halysotter (Gloydius himalayanus (Günther, 1864))
- Gloydius huangi Wang, Ren, Dong, Jiang, Shi, Siler & Che, 2019
- Gloydius intermedius (Strauch, 1868)
- Gloydius lateralis Zhang, Shi, Li, Yan, Wang, Ding, Du, Plenković-Moraj, Jiang & Shi, 2022
- Gloydius lipipengi Shi, Liu & Malhotra, 2021
- Gloydius liupanensis Liu, Song & Luo, 1989
- Gloydius monticola (Werner, 1922)
- Gloydius qinlingensis (Song & Chen, 1985)
- Gloydius rickmersi Wagner, Tiutenko, Borkin & Simonov, 2015
- Gloydius rubromaculatus Shi, Li & Liu, 2017
- Gloydius shedaoensis (Zhao, 1979)
- Gloydius stejnegeri (Rendahl, 1933)
- Gloydius strauchi (Bedriaga, 1912)
- Gloydius swild Shi & Malhotra, 2021
- Gloydius tsushimaensis (Isogawa, Moriya & Mitsui, 1994)
- Gloydius ussuriensis (Emelianov, 1929)

Eine weitere Art, Gloydius saxatilis, wird teilweise als Synonym zu Gloydius intermedius und Gloydius shedaoensis betrachtet, während Xu et al. (2012) sowie Wallach et al. (2014) Gloydius saxatilis als eigenständige Art führen.
Auf der Basis molekularbiologischer zweier mitochondrialer (cyt b, ND4) und eines nuklearen Gens (c-mos) von 10 Gloydius-Arten wurden die phylogenetischen Beziehungen der Gattung untersucht. Die Ergebnisse bestätigen Gloydius als Monophylum (biologische Verwandtschaftsgruppe, deren Arten auf einen gemeinsamen Vorfahren zurückführen). Ferner wurden zwei Hauptkladen innerhalb der Gattung ermittelt:
1. Gloydius brevicaudus, Gloydius blomhoffii und Gloydius ussuriensis
2. Gloydius intermedius, Gloydius saxatilis, Gloydius halys und Gloydius shedaoensis.

Dennoch ist die generelle Taxonomie der Gattung zu diskutieren. Status der Hauptkladen sowie die phylogenetischen Beziehungen von Gloydius strauchi, Gloydius qinlingensis und Gloydius liupanensis sind unklar.

## Verbreitung
Arten der Gattung sind in Asien verbreitet. Die Halysotter (Gloydius halys) dringt westlich als einziger Vertreter der Crotalinae bis ins russische Kontinentaleuropa vor. Die bevorzugten Biotope unterscheiden sich je nach Art und können sowohl feuchte als auch trockene Habitate, offene Flächen, felsiges Gelände, Wälder oder Sumpfgebiete umfassen. Gloydius himalayanus gilt als die Schlangenart mit dem höchsten Vorkommen und wurde im Hochgebirge auf etwa 4900 Metern Höhe angetroffen. Weiterhin besiedeln Gloydius strauchi, Gloydius qinlingensis und Gloydius liupanensis ebenfalls montane Areale.